# Ивенье
Ивенье — село в Моршанском районе Тамбовской области России. 
Административный центр Ивенского сельсовета.

## География
Расположено на реке Цна, в 12 км к югу от центра города Моршанск, и в 72 км к северу от центра Тамбова.
На севере примыкает к селу Питерское, на юге — к селу Гумны.

## Население
| 2002 | 2010 |
| ---- | ---- |
| 860  | ↘501 |

Согласно результатам переписи 2002 года, в национальной структуре населения села (включая Гумны) русские составляли 97 % от жителей.